# Dolly Sharp
Dolly Sharp fue una actriz pornográfica estadounidense, conocida por su papel en Garganta profunda, actuando con Linda Lovelace y Carol Connors. Ha trabajado en 40 producciones aproximadamente, donde anteriormente participó en 2 vídeos cortos de género pornográfico. Además también es reconocida por el nombre de Alexandra Krasneborg.

## Filmografía
- 1973 Filthiest Show in Town -  Mona
- 1972 The Trials of Chickie Tetrazzini - Salty Emboca
- 1972 Dynamite - Kay Adams
- 1972 Garganta profunda - Helen
- 1972 Rosebud - Kate
- 1972 Sexual Customs in Scandinavia - Alexandra
- 1972 Selling It
- 1972 Mondo Porno - secretaria
- 1971 The Weirdos and the Oddballs - Zora
- 1971 His Loving Daughter - Dolly
- 1971 The Ice Box
- 1971 Millie's Homecoming - Lady Zazu

## Trabajo en Garganta Profunda
Sharp ha trabajado en la película Garganta Profunda, en 1972, interpretando a Helen, madre de Linda Lovelace, en el cual ha tenido mucho éxito. Se destaca por la escena en donde ella invita a los grupos de jóvenes a su casa para ver quien podría hacerla llegar al orgasmo a Linda. Así también fue mayor el éxito para Linda Lovelace, quien después aclara que en las escenas pornográficas de la película en donde ella participa, está siendo violada. Además el actor Harry Reems que interpreta al Doctor Young en la película, va a la cárcel por cinco años por su trabajo de publicación en los cines y transmitir la pornografía a la televisión.